# Phenacogaster wayampi
Phenacogaster wayampi är en fiskart som beskrevs av Le Bail och Lucena 2010. Phenacogaster wayampi ingår i släktet Phenacogaster och familjen Characidae. Inga underarter finns listade i Catalogue of Life.